# World Grand Prix 2020 (stagione 2019-2020)
Il World Grand Prix 2020 è il diciannovesimo evento della stagione 2019-2020 di snooker ed è la 6ª edizione di questo torneo che si è disputato dal 3 al 9 febbraio 2020 a Cheltenham in Inghilterra.
È il primo torneo stagionale della Coral Cup 2020.
La Coral decide di donare £100 per ogni "centone" realizzato in ogni torneo di questa Coral Cup per aiutare il Jessie May Children's Hospice at Home, ente benefico del World Snooker Tour.
1° World Grand Prix, 1º torneo della Coral Cup e 18º titolo Ranking per Neil Robertson. L'australiano vince il suo secondo torneo su tre disputati in 3 settimane consecutive, dopo il trionfo allo European Masters e la sconfitta al German Masters.
Finale 2019: Judd Trump è il campione in carica dopo aver battuto per 10-6 Ali Carter nella finale dello scorso anno nella quale ha ottenuto il 2° successo in questo torneo.

## Montepremi[7]
- Vincitore: £100.000
- Finalista: £40.000
- Semifinalisti: £20.000
- Quarti di finale: £12.500
- Ottavi di finale: £7.500
- Sedicesimi di finale: £5.000 (queste sterline non varranno per il ranking)
- Miglior break della competizione: £10.000

## Partecipanti
Vengono invitati i primi 32 giocatori della classifica che comprende solo i punti accumulati dal primo torneo della stagione, ovvero il Riga Masters, a quello che precede questo, ovvero il German Masters, senza considerare i Non-Ranking.
| N° | Giocatore          | Punti accumulati |
| -- | ------------------ | ---------------- |
| 1  | Judd Trump         | £514.000         |
| 2  | Shaun Murphy       | £281.000         |
| 3  | Mark Selby         | £257.500         |
| 4  | Ding Junhui        | £253.750         |
| 5  | Neil Robertson     | £164.500         |
| 6  | Mark Allen         | £146.500         |
| 7  | Thepchaiya Un-Nooh | £130.500         |
| 8  | Yan Bingtao        | £128.500         |
| 9  | John Higgins       | £121.000         |
| 10 | Stephen Maguire    | £114.500         |
| 11 | David Gilbert      | £103.500         |
| 12 | Mark Williams      | £101.250         |
| 13 | Joe Perry          | £97.500          |
| 14 | Graeme Dott        | £96.250          |
| 15 | Zhou Yuelong       | £80.250          |
| 16 | Kyren Wilson       | £79.500          |
| 17 | Jack Lisowski      | £78.750          |
| 18 | Gary Wilson        | £75.500          |
| 19 | Kurt Maflin        | £71.500          |
| 20 | Ali Carter         | £68.500          |
| 21 | Barry Hawkins      | £65.250          |
| 22 | Ronnie O'Sullivan  | £64.500          |
| 23 | Tom Ford           | £60.250          |
| 24 | Stuart Bingham     | £58.500          |
| 25 | Zhao Xintong       | £58.250          |
| 26 | Matthew Selt       | £57.750          |
| 27 | Liang Wenbo        | £56.000          |
| 28 | Michael Holt       | £52.000          |
| 29 | Scott Donaldson    | £51.750          |
| 30 | Xiao Guodong       | £51.000          |
| 31 | Matthew Stevens    | £50.750          |
| 32 | Li Hang            | £50.500          |

## Avvenimenti

### Sedicesimi di finale
Il torneo si apre con il ritorno al tavolo di Ronnie O'Sullivan, che mancava dallo Scottish Open 2019. L'inglese batte il connazionale David Gilbert al decisivo 4-3, vincendo il primo match ufficiale del suo 2020. Lo stesso risultato viene conquistato da Tom Ford, Kyren Wilson, Neil Robertson, Xiao Guodong, Matthew Selt e Matthew Stevens. Judd Trump vince in rimonta 4-1 contro Li Hang, John Higgins trionfa contro Stuart Bingham e Joe Perry batte Ali Carter. Zhao Xintong vince a sorpresa contro il connazionale Yan Bingtao 4-2 e Graeme Dott supera Kurt Maflin. Nonostante un forte dolore al piede, Mark Williams vince 4-2 ai danni di Barry Hawkins. Scott Donaldson batte 4-0 Ding Junhui, affrontato per la terza volta in poche settimane dopo le sfide allo European Masters e al German Masters nel match che desta sicuramente più clamore dopo l'eliminazione di Mark Selby contro Xiao.

### Ottavi di finale
Dott s'impone 4-0 contro Xiao e O'Sullivan batte Liang Wenbó 4-3 al decisivo. Ford vince contro Selt, Gary Wilson supera Stevens 4-1. Nella seconda giornata di questa fase, Trump perde 3-4 contro Kyren Wilson dopo essere stato sotto 1-3 e aver forzato il decisivo. Senza faticare Higgins vince contro Zhao e Robertson batte Williams 4-0, mentre Perry elimina Donaldson 4-2.

### Quarti di finale
Dott batte 5-3 O'Sullivan rimanendo quasi sempre in controllo del match e Ford supera 5-2 Gary Wilson. Successivamente Robertson vince 5-1 contro Perry e Higgins, avanti 2-0 e 3-4, perde 5-4 contro Kyren Wilson.

### Semifinali
Nella prima semifinale Graeme Dott vince 6-4 su Ford, mostrando al tavolo ancora una volta il suo ottimo stato di forma. Neil Robertson fa lo stesso contro Kyren Wilson battendolo con lo stesso risultato.

### Finale
Robertson vince subito il primo frame con una break da 55; l'australiano va sotto però 1-2 perdendo il primo di questi due frames con una grande rimonta di Dott. Successivamente Robertson si porta sul 5-2 mettendo nel carniere anche due centoni (127 e 110). Nell'ultimo frame della sessione lo scozzese rimonta ancora e limita i danni in svantaggio 5-3.
Nella sessione serale Robertson prende il volo a colpi di centoni; una volta arrivato sul 9-5 e quindi ad un frame dal mach, Dott vince 3 frames molo combattuti di fila. Nonostante l'entusiasmo, però, lo scozzese non forza il frame decisivo perdendo 10-8 contro l'australiano.

## Fase a eliminazione diretta[19]
| Sedicesimi di finale   | Ottavi di finale       | Quarti di finale       | Semifinali                | Finale                  |
| ---------------------- | ---------------------- | ---------------------- | ------------------------- | ----------------------- |
| Al meglio dei 7 frames | Al meglio dei 7 frames | Al meglio dei 9 frames | Al meglio degli 11 frames | Al meglio dei 19 frames |

### Sedicesimi di finale
| Giocatore          | Giocatore         | Risultato |
| ------------------ | ----------------- | --------- |
| Judd Trump         | Li Hang           | 4 - 1     |
| Kyren Wilson       | Jack Lisowski     | 4 - 3     |
| John Higgins       | Stuart Bingham    | 4 - 2     |
| Yan Bingtao        | Zhao Xintong      | 2 - 4     |
| Neil Robertson     | Michael Holt      | 4 - 3     |
| Mark Williams      | Barry Hawkins     | 4 - 2     |
| Joe Perry          | Ali Carter        | 4 - 2     |
| Ding Junhui        | Scott Donaldson   | 0 - 4     |
| Mark Selby         | Xiao Guodong      | 3 - 4     |
| Graeme Dott        | Kurt Maflin       | 4 - 1     |
| David Gilbert      | Ronnie O'Sullivan | 3 - 4     |
| Mark Allen         | Liang Wenbó       | 2 - 4     |
| Thepchaiya Un-Nooh | Matthew Selt      | 3 - 4     |
| Stephen Maguire    | Tom Ford          | 3 - 4     |
| Zhou Yuelong       | Gary Wilson       | 1 - 4     |
| Shaun Murphy       | Matthew Stevens   | 3 - 4     |

### Ottavi di finale
| Giocatore         | Giocatore       | Risultato |
| ----------------- | --------------- | --------- |
| Judd Trump        | Kyren Wilson    | 3 - 4     |
| John Higgins      | Zhao Xintong    | 4 - 1     |
| Neil Robertson    | Mark Williams   | 4 - 0     |
| Joe Perry         | Scott Donaldson | 4 - 2     |
| Xiao Guodong      | Graeme Dott     | 0 - 4     |
| Ronnie O'Sullivan | Liang Wenbó     | 4 - 3     |
| Matthew Selt      | Tom Ford        | 2 - 4     |
| Gary Wilson       | Matthew Stevens | 4 - 1     |

### Quarti di finale
| Giocatore      | Giocatore         | Risultato |
| -------------- | ----------------- | --------- |
| Kyren Wilson   | John Higgins      | 5 - 4     |
| Neil Robertson | Joe Perry         | 5 - 1     |
| Graeme Dott    | Ronnie O'Sullivan | 5 - 3     |
| Tom Ford       | Gary Wilson       | 5 - 2     |

### Semifinali
| Giocatore    | Giocatore      | Risultato |
| ------------ | -------------- | --------- |
| Kyren Wilson | Neil Robertson | 4 - 6     |
| Graeme Dott  | Tom Ford       | 6 - 4     |

### Finale
| The Centaur, Cheltenham, Inghilterra, Regno Unito, 9 febbraio 2020 Arbitro: Leo Scullion                               | The Centaur, Cheltenham, Inghilterra, Regno Unito, 9 febbraio 2020 Arbitro: Leo Scullion | The Centaur, Cheltenham, Inghilterra, Regno Unito, 9 febbraio 2020 Arbitro: Leo Scullion |
| Neil Robertson (5) | 10 - 8                                                                                   | Graeme Dott (14)                                                                         |
| --- | ---------------------------------------------------------------------------------------- | ---------------------------------------------------------------------------------------- |
| PRIMA SESSIONE: 1-0 1-1 1-2 2-2 3-2 4-2 5-2 5-3 (5-3) SECONDA SESSIONE: 5-4 6-4 6-5 7-5 8-5 9-5 9-6 9-7 9-8 10-8 (5-5) |                                                                                          |                                                                                          |
| MIGLIOR BREAK: 142 CENTURY BREAKS: 5                                                                                   |                                                                                          | MIGLIOR BREAK: 88 CENTURY BREAKS: 0                                                      |

### Century Breaks(33)[20]
| N° | Giocatore          | Century Breaks | Miglior Break |
| -- | ------------------ | -------------- | ------------- |
| 1  | Neil Robertson     | 9              | 142           |
| 2  | Ronnie O'Sullivan  | 5              | 132           |
| 3  | Judd Trump         | 3              | 138           |
| 4  | Mark Selby         | 2              | 131           |
| =  | Scott Donaldson    | 2              | 120           |
| 5  | Matthew Selt       | 1              | 134           |
| =  | Mark Allen         | 1              | 130           |
| =  | Li Hang            | 1              | 129           |
| =  | Kyren Wilson       | 1              | 129           |
| =  | Michael Holt       | 1              | 122           |
| =  | David Gilbert      | 1              | 115           |
| =  | Thepchaiya Un-Nooh | 1              | 107           |
| =  | Joe Perry          | 1              | 106           |
| =  | Liang Wenbó        | 1              | 105           |
| =  | Zhao Xintong       | 1              | 103           |
| =  | Graeme Dott        | 1              | 103           |
| =  | Xiao Guodong       | 1              | 101           |